# Battle (East Sussex)
Battle è un paese e una parrocchia civile di 6 171 abitanti nel distretto di Rother della contea dell'East Sussex, in Inghilterra. È situato 89 km a sud-est di Londra, 52 km a est di Brighton e 39 km a est di Lewes. Nelle vicinanze si trovano anche Hastings a sud-est e Bexhill-on-Sea a sud. Battle è il sito della famosa battaglia di Hastings, dove Guglielmo, Duca di Normandia, sconfisse il re Aroldo II diventando così Guglielmo I il Conquistatore nel 1066. È situato nel cuore della High Weald Area of Outstanding Natural Beauty. La popolazione era di 6 048 abitanti nel censimento del 2001 saliti a 6 673 in quello del 2011. Sono presenti due scuole superiori: la Claverham Community College e la Battle Abbey.